# فولاد ضدزنگ دوبلکس
فولادهای ضد زنگ دوبلکس  خانواده ای از فولادهای ضد زنگ هستند. اینها گریدهای دوبلکس (یا آستنیتی-فریتی) نامیده می شوند زیرا ساختار متالورژیکی آنها از دو فاز آستنیت (شبکه مکعبی در مرکز صورت) و فریت (شبکه مکعبی مرکز بدن) به نسبت تقریباً مساوی تشکیل شده است. آنها به گونه ای طراحی شده اند که مقاومت بهتری در برابر خوردگی، به ویژه خوردگی تنش کلریدی و خوردگی حفره ای کلریدی، و استحکام بالاتر نسبت به فولادهای زنگ نزن آستنیتی استاندارد مانند نوع A2/304 یا A4/316 داشته باشند. تفاوت اصلی در ترکیب، در مقایسه با فولاد ضد زنگ آستنیتی این است که فولادهای دوبلکس دارای محتوای کروم بالاتر، 20-28٪ هستند. مولیبدن بالاتر، تا 5٪؛ نیکل کمتر، تا 9٪ و 0.05-0.50٪ نیتروژن. هم محتوای کم نیکل و هم استحکام بالا (که امکان استفاده از مقاطع نازک‌تر را فراهم می‌کند) مزایای هزینه قابل توجهی را به همراه دارد. بنابراین در صنعت نفت و گاز فراساحلی برای سیستم های لوله کشی، منیفولدها، رایزرها و غیره و در صنعت پتروشیمی به صورت خطوط لوله و مخازن تحت فشار کاربرد فراوانی دارند. علاوه بر بهبود مقاومت در برابر خوردگی در مقایسه با فولادهای زنگ نزن دوبلکس سری 300، استحکام بالاتری نیز دارند. به عنوان مثال، فولاد ضد زنگ نوع 304 دارای مقاومت 0.2٪ در منطقه ۲۸۰ مگاپاسکال (۴۱ کیلوپوند بر اینچ مربع) است. ، فولاد ضد زنگ دوبلکس 22% کروم با حداقل مقاومت 0.2% حدود ۴۵۰ مگاپاسکال (۶۵ کیلوپوند بر اینچ مربع) و درجه سوپردوپلکس حداقل ۵۵۰ مگاپاسکال (۸۰ کیلوپوند بر اینچ مربع) .

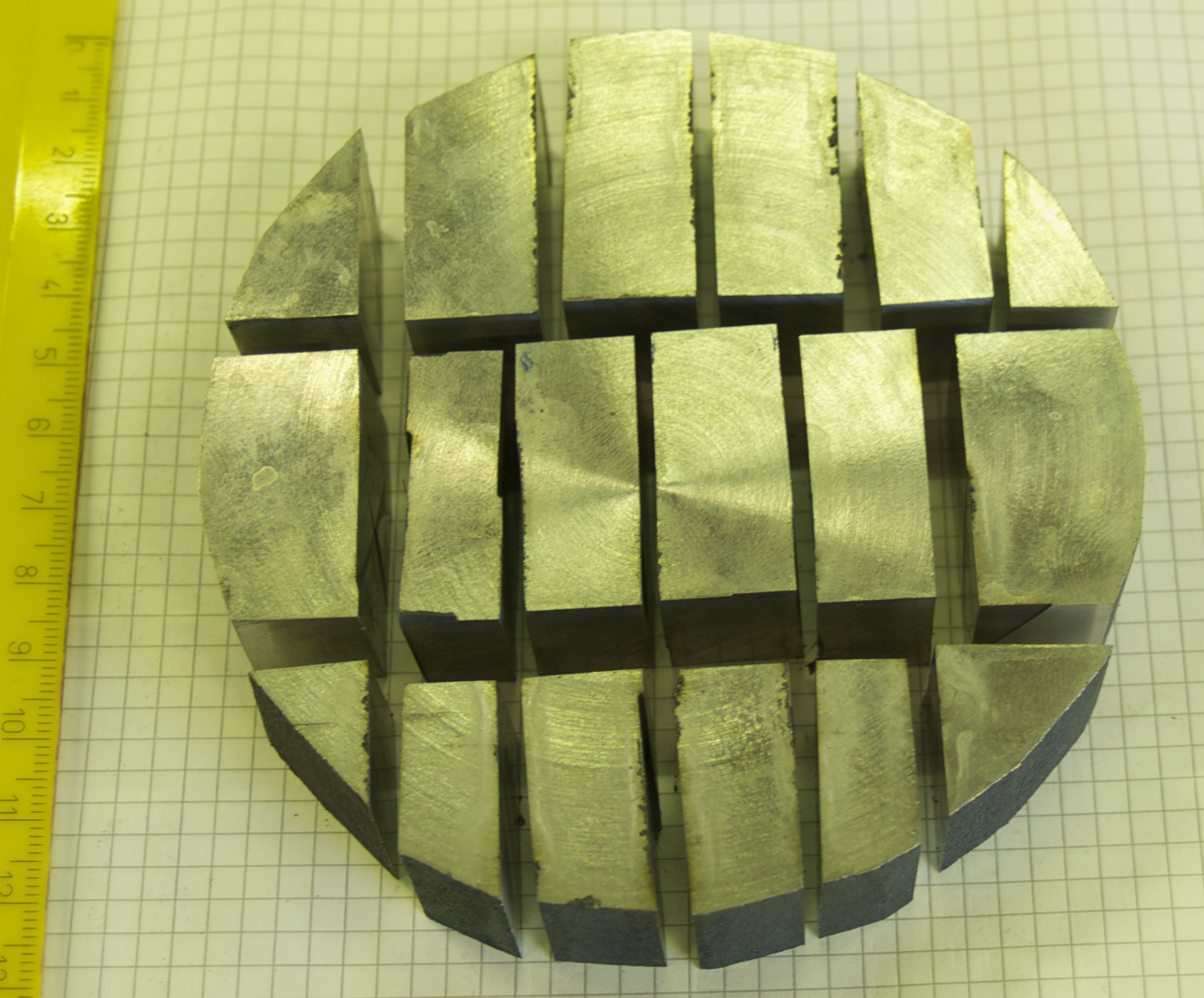
یک شمش از فولاد ضد زنگ دوبلکس 2507

## گریدهای فولاد ضدزنگ دوبلکس
فولادهای زنگ نزن دوبلکس معمولاً بر اساس مقاومت در برابر خوردگی حفره ای به سه گروه تقسیم می شوند که با عدد معادل مقاومت حفره ای مشخص می شود، PREN = %Cr + 3.3&#8239;%Mo + 16&#8239;%N
دوبلکس استاندارد (محدوده پرن28-38)
به طور معمول درجه EN 1.4462 (همچنین 2205 نامیده می شود). این نمونه از خواص متوسط است و شاید امروزه بیشترین استفاده را دارد
سوپر دوبلکس (محدوده پرن: 38-45)
معمولاً گرید EN 1.4410 تا به اصطلاح گریدهای هایپر دوبلکس (PREN: >45) که بعداً برای پاسخگویی به نیازهای خاص نفت و گاز و همچنین نیازهای صنایع شیمیایی ایجاد می شود. آنها مقاومت و استحکام بالاتری در برابر خوردگی دارند اما پردازش آنها دشوارتر است زیرا محتوای بالای کروم ، مو ، N و حتی W باعث تشکیل فازهای بین فلزی می شود که مقاومت ضربه ای فولاد را به شدت کاهش می دهد. پردازش معیوب منجر به عملکرد ضعیف خواهد شد و به کاربران توصیه می‌شود با تامین‌کنندگان/پردازنده‌های معتبر سر و کار داشته باشند.  کاربردها شامل تولید نفت دریایی در آبهای عمیق است.
نمرات دوبلکس ناب (محدوده پرن: 22-27)
به طور معمول درجه EN 1.4362، اخیراً برای کاربردهای کم تقاضا، به ویژه در صنعت ساختمان و ساخت و ساز، توسعه یافته است. مقاومت در برابر خوردگی آنها به درجه استاندارد آستنیتی EN 1.4401 نزدیکتر است (با مقاومت به ترک خوردگی تنشی) و خواص مکانیکی آنها بالاتر است. وقتی قدرت مهم است، این می تواند یک مزیت بزرگ باشد. این مورد در پل ها، مخازن تحت فشار یا میله های اتصال است.

## ویژگی‌های ساختاری
فولادهای ضد زنگ دوبلکس آلیاژهای Fe-Ni-Cr هستند که از ریزساختار فریتی آستنیتی در دمای اتاق تشکیل شده اند. این فولادها عموماً دارای ترکیبات مفیدی از فاز آستنیتی و فریتی هستند. فولادهای ضد زنگ دوبلکس چقرمگی و جوش پذیری بهتری نسبت به فولاد ضد زنگ فریتی نشان می دهند. آنها دارای استحکام بالاتر و مقاومت در برابر خوردگی بهتری نسبت به فولاد ضد زنگ آستنیتی هستند. عملکرد مهندسی خوب آنها منجر به افزایش تعداد کاربردها، عمدتاً در محیط های خورنده مانند خطوط لوله گاز ترش و مخازن واکنش شیمیایی شده است.
هنگام جوشکاری فولادهای زنگ نزن دوبلکس، ریزساختار و خواص فلزات جوش به طور کلی با تنظیم ترکیب مواد پرکننده با موفقیت کنترل می شود. با این حال، ریزساختار ناحیه متاثر از حرارت (HAZ) تنها توسط چرخه های حرارتی اعمال شده تعیین می شود و به شرایط جوشکاری بسیار حساس است.
HAZ عموماً از یک ساختار صفحه ای که در اصل نورد و آنیل شده است، ایجاد می شود و در بسیاری از فولادهای زنگ نزن دوبلکس از توزیع فاز تقریباً 50:50 آستنیت در یک ماتریس فریتی تشکیل شده است. به خصوص در ناحیه پیوند، تعادل فاز فریت و آستنیت به طور قابل توجهی متفاوت است که باعث چقرمگی بسیار پایین HAZ در مقایسه با فلز پایه می شود. بنابراین، کنترل ریزساختار ناحیه پیوند برای به دست آوردن جوش خوب مهم است.

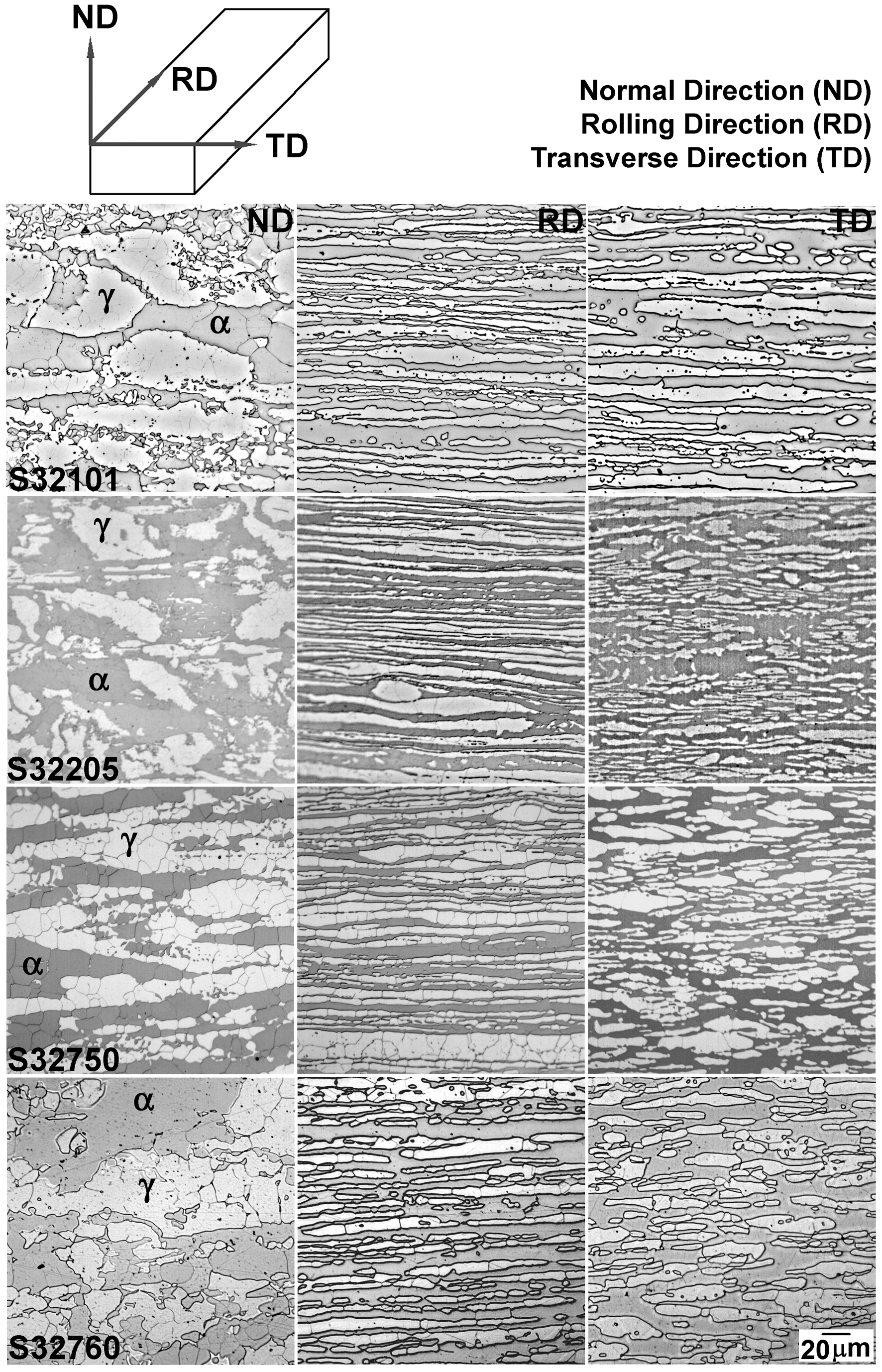
ریزساختارهای چهار نوع فولاد ضد زنگ دوبلکس

در این تحقیق تلاش برای کنترل ریزساختار توسط چرخه های حرارتی جوش انجام شده است. سیکل‌های حرارتی با نرخ‌های خنک‌کننده متفاوت با استفاده از شبیه‌ساز جوش اعمال شدند. رابطه بین ریزساختار به دست آمده و چقرمگی مورد بحث قرار گرفته است.

## ویژگی‌های مکانیکی
حداقل مقادیر تنش تسلیم حدود دو برابر بیشتر از فولادهای زنگ نزن آستنیتی است.
بنابراین، گریدهای دوبلکس زمانی جذاب هستند که خواص مکانیکی در دمای اتاق مهم باشد، زیرا به بخش‌های نازک‌تر اجازه می‌دهند.

## عملیات حرارتی
گریدهای فولاد ضد زنگ دوبلکس باید پس از شکل‌دهی گرم، در سریع‌ترین زمان ممکن تا دمای اتاق خنک شوند تا از رسوب فازهای بین فلزی (به ویژه فاز سیگما) جلوگیری شود که مقاومت در برابر ضربه در دمای اتاق و همچنین مقاومت در برابر خوردگی را به شدت کاهش می‌دهد.
عناصر آلیاژی Cr, Mo, W, Si باعث افزایش پایداری و تشکیل فازهای بین فلزی می شوند. بنابراین، گریدهای سوپر دوبلکس محدوده دمای کار گرم بالاتری دارند و نسبت به گریدهای دوبلکس لاغر به سرعت خنک‌کنندگی سریع‌تری نیاز دارند.

## کاربرد فولادهای ضدزنگ دوبلکس
فولادهای ضد زنگ دوبلکس معمولاً به دلیل خواص مکانیکی بالا و مقاومت در برابر خوردگی خوب تا بسیار بالا (به ویژه برای ترک خوردگی ناشی از تنش) انتخاب می شوند.
- معماری
  - ساختمان ساحلی استکهلم [۵]
  - لوور ابوظبی [۶]
  - ساگرادا فامیلیا [۷]
- زیر ساخت:
  - پل هلیکس ، سنگاپور [۸]
  - پل کالا گالدانا [۹]
  - پل هنگ کنگ – ژوهای – ماکائو و تونل زیر دریا [۱۰]
  - دیوارهای دریایی، اسکله ها و غیره
  - تونل ها
- نفت و گاز :
  - طیف گسترده ای از تجهیزات: خطوط جریان، منیفولدها، رایزرها، پمپ ها، شیرها و غیره [۱۱]
- خمیر و کاغذ :
  - هاضم ها، مخازن تحت فشار، مخازن مشروب و غیره [۱۲]
- مهندسی شیمی:
  - مخازن تحت فشار، مبدل های حرارتی، کندانسورها، ستون های تقطیر، همزن ها، تانکرهای شیمیایی دریایی و غیره [۱۳]
- اب:
  - کارخانه های آب شیرین کن، مخازن بزرگ برای ذخیره آب، تصفیه فاضلاب [۱۴]
- انرژی های تجدیدپذیر: مخازن بیوگاز
- تحرک: تراموا و چارچوب اتوبوس، کامیون های تانک، واگن های سنگ آهن [۱۵]
- مهندسی: پمپ ها، شیرها، اتصالات، فنرها و غیره